# Aldo Burrows
Aldo Burrows es un personaje de ficción de la serie de televisión estadounidense de FOX, Prison Break, interpretado por el actor Anthony Denison.
Apariciones: 1x15, 1x19, 2x10, 2x11, 2x12, 
Aldo es el padre de Lincoln Burrows y Michael Scofield, y el abuelo de L. J. Él gastó parte de su vida empleado en una organización confidencial conocido como "La Compañía". Debido a esto le obligaron a que abandonara a su familia, cuando Lincoln todavía era un niño y antes de que Michael naciera (por eso es qué Michael tiene su apellido como su madre). Después de dejar la Compañía, él empezó trabajando activamente contra estos con los varios individuos más dentro y fuera del gobierno. Él se volvió uno de los catalizadores principales para los eventos de la serie, incluso la pena de muerte de Lincoln. Aldo salvo la vida de Lincoln cuando este estaba por ser asesinado por Kellerman, aunque Lincoln quedó igual resentido su padre después de averiguar la verdad sobre su pasado. En la segunda temporada, Aldo salvo a Lincoln y L.J. de la policía y también intenta reunirse con Michael, antes de que le dispararan y fuera muerto por el agente Mahone. Él fue enterrado por sus hijos después de morir en los brazos de Michael. Su muerte fue decisiva para que los hermanos se quedasen en EE.UU. y así poder luchar contra La Compañía. 
En una entrevista ofrecida en una de las revistas de Prison Break, Denison menciona que él se sentía como que podría hacer un retorno en una escena retrospectiva o algún otro tipo de reaparición en el futuro debido a la manera que se dio su despedida de los productores.
- Datos: Q250326